# Wellington (ur. 1981)
Wellington, właśc. Wellington Katzor de Oliveira (ur. 4 września 1981 w Santos) – brazylijski piłkarz występujący na pozycji pomocnika.

## Kariera piłkarska
Od 2001 roku występował w Brasiliense FC, Santos FC, SC Internacional, EC Juventude, Hapoelu Tel Awiw, AD São Caetano, Américe FC, Avispie Fukuoka, Giravanzie Kitakyushu, Red Bull Brasil, Pauliście FC, Ratchaburi Mitr Phol FC, SC São Paulo i CA Juventus.